# انجمن اولیا و مربیان
انجمن اولیا و مربیان جلسه‌ای در هر مدرسه از اولیای دانش‌آموزان و مربیانشان است که در آن موضوعات مرتبط با عملکرد دانش‌آموزان به بحث گذاشته می‌شود.

## تاریخچه
پس از انقلاب فرانسه در حالی که کارگاه‌ها و کارخانه‌ها زیادتر می‌شدند، رفته‌رفته مدرسه‌ها از رونق بیش‌تری برخوردار شدند. به دلیل اشتغال فوق‌العاده و همین‌طور اشتغال مادران به کار در بیرون از خانه، و در نهایت دور ماندن فرزندان از والدین، زمینهٔ آلودگی و بزهکاری و خلاف در بعضی دانش‌آموزان به وجود آمد؛ بنابراین اندیشمندان وقت پیشنهاد تشکیل انجمن اولیا و مربیان را برای نخستین بار در فرانسه دادند که به عنوان یکی از شروط ثبت‌نام دانش‌آموز، شرکت حداقل دو ساعت در هفته توسط اولیای دانش‌آموز در آن الزامی بود. اولیا در این جلسات، چگونگی نظارت و کنترل در تربیت فرزندان را می‌آموختند که این طرح نتیجهٔ موفقی هم داشت.

### در ایران

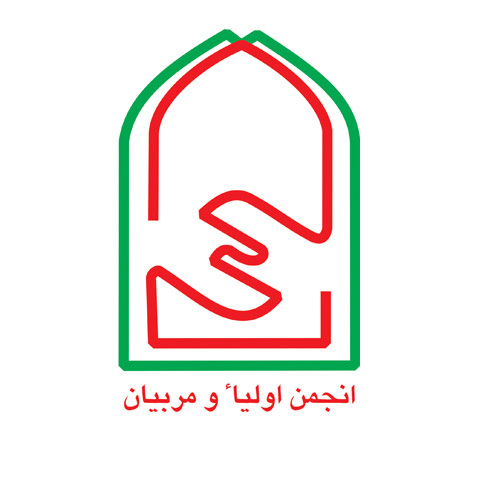
لوگوی انجمن اولیا و مربیان ایران

با گذشت پنجاه سال از تأسیس انجمن اولیا و مربیان در فرانسه و با الگوگیری از آن، انجمن خانه و مدرسه در سال ۱۳۲۶ خورشیدی در ایران به وجود آمد. بعدها در مهرماه ۱۳۴۶ انجمن خانه و مدرسه به نام «انجمن ملی اولیا و مربیان» تغییر نام پیدا کرد و امروزه عنوان «انجمن اولیا و مربیان» را به خود گرفته‌است. پس از پیروزی انقلاب ۱۳۵۷ و در سال ۱۳۵۸ با تصویب یک ماده واحده توسط شورای انقلاب (که در آن زمان جایگزین مجلس شورای اسلامی بود)، کارکنان انجمن ملی اولیا و مربیان مشمول قانون استخدام کشوری شدند و سازمان انجمن اولیا و مربیان به‌طور مستقل و به سرپرستی قائم مقام وزیر آموزش و پرورش پایه‌ریزی شد. اساس‌نامهٔ انجمن در سال ۱۳۶۷ مورد تصویب شورای عالی آموزش و پرورش قرار گرفت. در همین راستا هفته پیوند اولیا و مربیان هر ساله در ایران از تاریخ ۲۴ تا ۳۰ مهرماه برگزار می‌شود که هیئتی منتخب از پدران و مادران، دانش‌آموزان و مربیان، با هدف همکاری در راه پیشبرد امور آموزش و پرورش دانش‌آموزان گرد هم می‌آیند.